# گرادوچنو
گرادوچنو (به لهستانی:  Gradoczno) یک روستا در لهستان است که در گمینا نارو واقع شده‌است. گرادوچنو ۷۰ نفر جمعیت دارد.